# Ekonomia pozytywna
Ekonomia pozytywna – ekonomia opisująca zjawiska gospodarcze, oparta na obiektywnej wiedzy o rzeczywistości. Analizuje skutki zmian warunków ekonomicznych lub wariantów uprawianej polityki gospodarczej, bez formułowania sądów wartościujących. Jest stosowana przez ekonomistów, którzy efekty swojej pracy przedstawiają wyłącznie jako zdarzenie gospodarcze, prezentując dane empiryczne i budując niewartościujące teorie.
Jej celem – obok wyjaśniania – jest także edukacja oraz formułowanie hipotez (prognoz). Ekonomia pozytywna formułuje sądy, będące obiektywnym i naukowym objaśnieniem funkcjonowania gospodarki. Koncentruje się na wypracowaniu najbardziej uniwersalnych narzędzi i metod analizy ekonomicznej w celu możliwie wszechstronnego uogólnienia procesów gospodarczych i mechanizmów ekonomicznych.
Jest przeciwieństwem ekonomii normatywnej.